# ألفريد غومولكا
ألفريد غومولكا (بالألمانية: Alfred Gomolka) (مواليد 21 يوليو 1942 في بريسلاو)، كان سياسي ألماني ينتمي إلى الاتحاد الديمقراطي المسيحي وعضو في البرلمان الأوروبي عن مكلنبورغ فوربومرن. كان عضواً في الكتلة البرلمانية لحزب الشعب الأوروبي في البرلمان الأوروبي من عام 1994 إلى 2008. في الفترة من 27 أكتوبر 1990 إلى 19 مارس 1992 شغل منصب رئيس وزراء ولاية مكلنبورغ فوربومرن، كما ترأس البوندسرات في الفترة من 1 نوفمبر 1991 إلى 19 مارس 1992. عاش فترة تقاعده في مكلنبورغ فوربومرن.

## روابط خارجية
- ألفريد غومولكا على موقع مونزينجر (الألمانية)